# Klaus Roth (Sportwissenschaftler)
Klaus Roth (* 1. Dezember 1951 in Darmstadt) ist ein deutscher Sportwissenschaftler, der vor allem durch seine Veröffentlichungen zum motorischen Lernen, zur Differentiellen Motorikforschung (koordinative Fähigkeiten) sowie zum Training im Kindes- und Jugendalter bekannt geworden ist. Durch seine Arbeiten zur motorischen Frühförderung hat er Einfluss auf die Entwicklung von Bewegungsprogrammen für Kindergarten- und Grundschulkinder genommen.

## Werdegang
Klaus Roth studierte von 1970 bis 1975 in Darmstadt die Fächer Leibeserziehung, Mathematik und Pädagogik. Nach der Abschlussprüfung für das Lehramt an Gymnasien war er Wissenschaftlicher Mitarbeiter am Institut für Sportwissenschaft der Technischen Hochschule Darmstadt und promovierte dort im Jahr 1980 zum Thema „Strukturanalyse koordinativer Fähigkeiten“.
Von 1980 bis 1988 war Klaus Roth als wissenschaftlicher Mitarbeiter, Hochschulassistent und Hochschuldozent am Institut für Sportwissenschaft der Universität Bielefeld tätig. Im Jahr 1987 hat er sich in Bielefeld habilitiert („Taktik im Sportspiel“) und folgte 1989 einem Ruf auf eine Professur für Bewegungs-/Trainingslehre an der Freien Universität Berlin. Ab 1994 war Klaus Roth Professor für Sportwissenschaft an der Ruprecht-Karls-Universität Heidelberg. Von 1994 bis 2004 war er Direktor des Instituts für Sport und Sportwissenschaft, von 2004 bis 2007 Dekan sowie ab 2012 Prodekan der Fakultät für Verhaltens- und Empirische Kulturwissenschaften. Im November 2018 ging er in den Ruhestand.

## Wirken
Klaus Roth ist Mitbegründer der Sektion Bewegung und Training und der Kommission Sportspiele in der Deutschen Vereinigung für Sportwissenschaft (DVS). Im November 2018 wurde er mit der Goldenen Ehrennadel der DVS ausgezeichnet. Er ist alleiniger Initiator und Konzeptgeber der Ballschule Heidelberg, die sich seit 1998 zu einem bundesdeutschen sportwissenschaftlichen Transferprojekt entwickelt hat.

## Mitgliedschaften
- 1989–1997: Vizepräsident der Deutschen Vereinigung für Sportwissenschaft (DVS)
- 1989–1997: Redaktionsmitglied der Zeitschrift Sportpsychologie
- 1989–1994: DFG-Sondergutachter (Bewegung und Training)
- 1990–1994: Vorstandsmitglied der Führungs- und Verwaltungsakademie des Deutschen Sports (FVA)
- 1991–1997: Redaktionsmitglied der Zeitschrift The Journal of Sports Medicine and Physical Fitness
- 1992–2006: Stellvertretender Vorsitzender der Konferenz sportwissenschaftlicher Hochschuleinrichtungen (KSH)
- 1994–1998: Mitglied im DSB-Bundesausschuss „Bildung, Gesundheit und Wissenschaft“
- 1997–2006: Redaktionsmitglied der Zeitschrift Sportwissenschaft
- 1997–2015: Mitglied des Kuratoriums zur Vergabe des DOSB-Wissenschaftspreises
- 1999–2003: Mitglied des Wissenschaftlich-Medizinischen Beirats des Deutschen Sportbundes
- 2001–2014: Erster Vorsitzender der Ballschule e. V.
- seit 2013: Mitglied des Wissenschaftlichen Beirats des Deutschen Golfverbands
- seit 2013: Stellvertretender Vorsitzender der Sportregion Rhein-Neckar e. V.
- seit 2014: Mitglied des Wissenschaftlichen Beirats des Deutschen Handballverbands
- seit 2015: Gesellschafter der gGmbH Vision BewegungsKinder

## Publikationen (Auswahl)
- Strukturanalyse koordinativer Fähigkeiten. Limpert, Bad Homburg 1982.
- mit K. Willimczik: Bewegungslehre. Rowohlt, Reinbek 1983.
- mit O. Meijer (Hrsg.): Complex Movement Behaviour: “The” Motor-Action Controversy. North-Holland, Amsterdam 1988.
- Taktik im Sportspiel. Zum Erklärungswert der Theorie generalisierter motorischer Programme für die Regulation komplexer Bewegungshandlungen. Hofmann, Schorndorf 1989.
- als Hrsg.: Techniktraining im Spitzensport. Alltagstheorien erfolgreicher Trainer. Strauß, Köln 1996.
- mit E. J. Hossner (Hrsg.): Sport – Spiel – Forschung: Zwischen Trainerbank und Lehrstuhl. Czwalina, Hamburg 1997.
- mit C. Kröger: Ballschule – ein ABC für Spielanfänger. 4. Auflage. Hofmann, Schorndorf 2011.
- mit T. Pauer und K. Reischle (Hrsg.): Dimensionen und Visionen des Sports. Czwalina, Hamburg 1999.
- mit K. Willimczik: Bewegungswissenschaft. Rowohlt, Reinbek 1999.
- mit C. Kröger und D. Memmert: Ballschule Rückschlagspiele. Hofmann, Schorndorf 2002.
- mit A. Hohmann und M. Kolb: Handbuch Sportspiel. Hofmann, Schorndorf 2005.
- mit D. Memmert und R. Schubert: Ballschule Wurfspiele. Hofmann, Schorndorf 2006.
- mit T. Damm, M. Pieper und C. Roth: Ballschule in der Primarstufe. Sportstunde Grundschule. Band 1, Hofmann, Schorndorf 2014.
- mit C. Kröger: Koordinationsschulung im Kindes- und Jugendalter. Hofmann, Schorndorf 2014.
- mit C. Roth und U. Hegar: Mini-Ballschule. Hofmann, Schorndorf 2014.